# Avenue Isidore Geyskens
L'avenue Isidore Geyskens est une rue bruxelloise de la commune d'Auderghem qui joint la chaussée de Wavre au clos des Mésanges sur une longueur de 560 mètres.

## Historique et description
En 1925, la Société Valduc Extension avait œuvré de sorte que l'avenue Geyskens relie la chaussée de Wavre à la rue Valduc. Le collège échevinal lui donna, le 6 juin 1925, le nom du soldat (Léon) Isidore Geyskens, né à Schaerbeek le 24 juin 1893, tué le 12 septembre 1914 à Wespelaar lors de la Première Guerre mondiale. Il était domicilié en la commune d'Auderghem.
La nouvelle avenue reçut rapidement une première prolongation jusque l'avenue du Kouter, le long de terrains encore non bâtis et eut, en 1934, sa longueur actuelle. Le collège échevinal décida de donner le même nom à cette prolongation jusqu'à l'avenue des Mésanges. On voit cette évolution sur place : le style des habitations diffère d'un tronçon à l'autre.
- Premier permis de bâtir délivré le 29 mai 1926 au Comptoir National des Matériaux, de Bruxelles, pour les n° impairs de 3 à 17.

Dans la première partie de l'avenue Geyskens, les maisons sont mitoyennes et alignées, comme c'était encore la règle en ce temps-là.
Dans la deuxième partie, entre la rue Valduc et l'avenue du Kouter, elles sont précédées d'un jardinet et parfois ne touchent pas l'immeuble voisin.
La troisième partie, de l'avenue du Kouter à l'avenue des Mésanges, montre des villas spacieuses entourées de grands jardins. Pratiquement toute cette partie de l'avenue Geyskens a été construite après la Seconde Guerre mondiale.

## Galerie

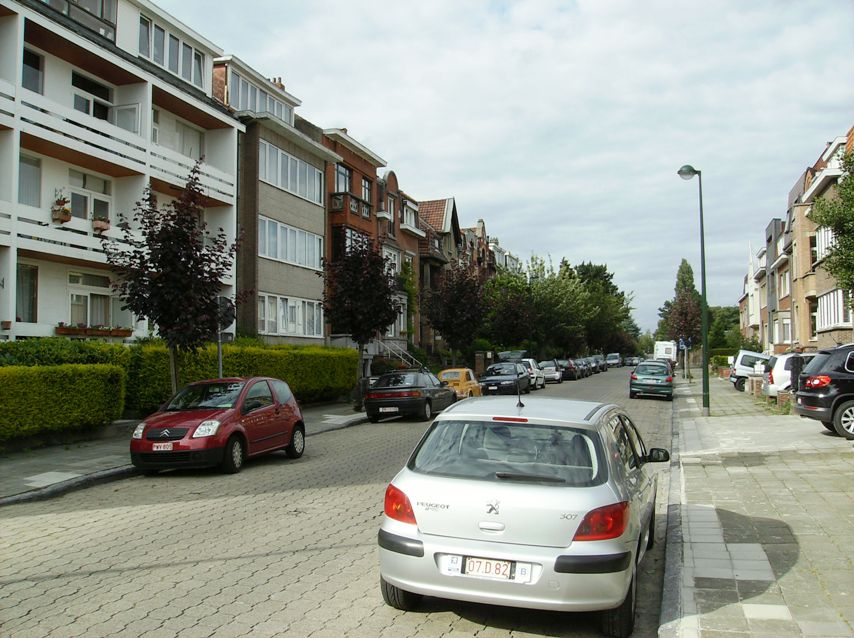
Deuxième partie de la rue
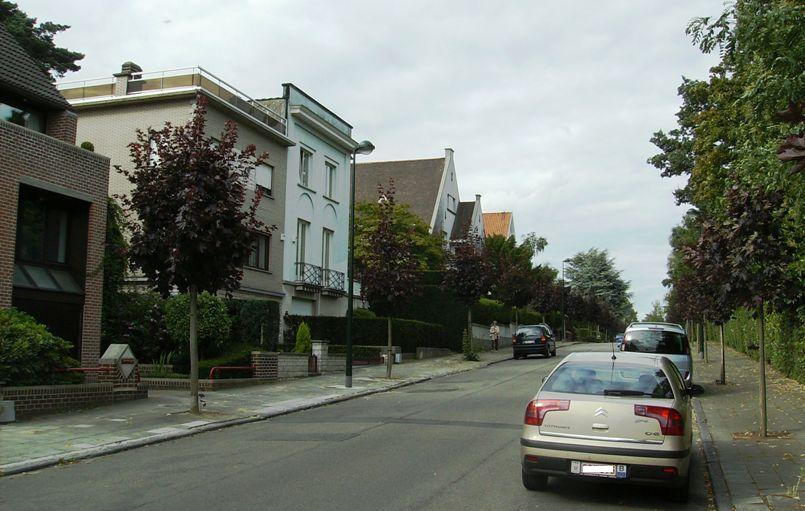
Troisième partie de la rue